# Numisi Llop
Numisi Llop (llatí: Numisius Lupus) va ser un militar romà del segle i.
Va ser comandant d'una de les tres legions (la Legio VIII) estacionades a Mèsia i va obtenir una important i decisiva victòria sobre els roxolans, una tribu dels sàrmates que havia envaït la província. En agraïment Llop i els seus companys van rebre les insígnies consulars l'any 69.